# West New York
West New York es un pueblo ubicado en el condado de Hudson en el estado estadounidense de Nueva Jersey. En el año 2010 tenía una población de 49.708 habitantes y una densidad poblacional de 14.620 personas por km².

## Geografía
West New York se encuentra ubicado en las coordenadas 40°47′09″N 74°00′34″O / 40.78583, -74.00944.

## Demografía
Según la Oficina del Censo en 2007 los ingresos medios por hogar en la localidad eran de $41,459 y los ingresos medios por familia eran $39,904. Alrededor del 17.1% de la población estaba por debajo del umbral de pobreza.

## Educación
El Distrito Escolar de West New York gestiona escuelas públicas.